# 나주군 갑
나주군 갑은 대한민국의 옛 국회의원 선거구이다. 당시 전라남도 나주군의 일부 지역을 관할했다.

## 역사
제헌 국회의원 선거를 앞두고 나주군의 일부 지역을 관할하는 선거구로 신설되었다.
제6대 국회의원 선거를 앞두고 나주군 갑, 을 선거구가 통합되면서 나주군 단독 선거구를 이루게 됨에 따라 폐지되었다.

## 역대 국회의원
| 선거   | 정당 | 정당   | 의원   |
| ------ | ---- | ------ | ------ |
| 1948년 |      | 무소속 | 이항발 |
| 1950년 |      | 무소속 | 김종순 |
| 1954년 |      | 무소속 | 최영철 |
| 1958년 |      | 무소속 | 이사형 |
| 1960년 |      | 민주당 | 정문채 |

## 역대 선거 결과

### 대한민국 제헌 국회의원 선거
|  | 67.31% |

|  | 21.02% |

|  | 11.65% |

### 대한민국 제2대 국회의원 선거
|  | 100.00% |

|  | 0% |

|  | 0% |

|  | 0% |

|  | 0% |

|  | 0% |

|  | 0% |

|  | 0% |

|  | 0% |

|  | 0% |

### 대한민국 제3대 국회의원 선거
|  | 36.55% |

|  | 28.81% |

|  | 27.44% |

|  | 7.18% |

### 대한민국 제4대 국회의원 선거
|  | 30.62% |

|  | 29.19% |

|  | 23.29% |

|  | 12.35% |

|  | 4.52% |

### 대한민국 제5대 국회의원 선거
|  | 45.87% |

|  | 23.57% |

|  | 17.81% |

|  | 12.73% |

|  | 0% |